# Samnici

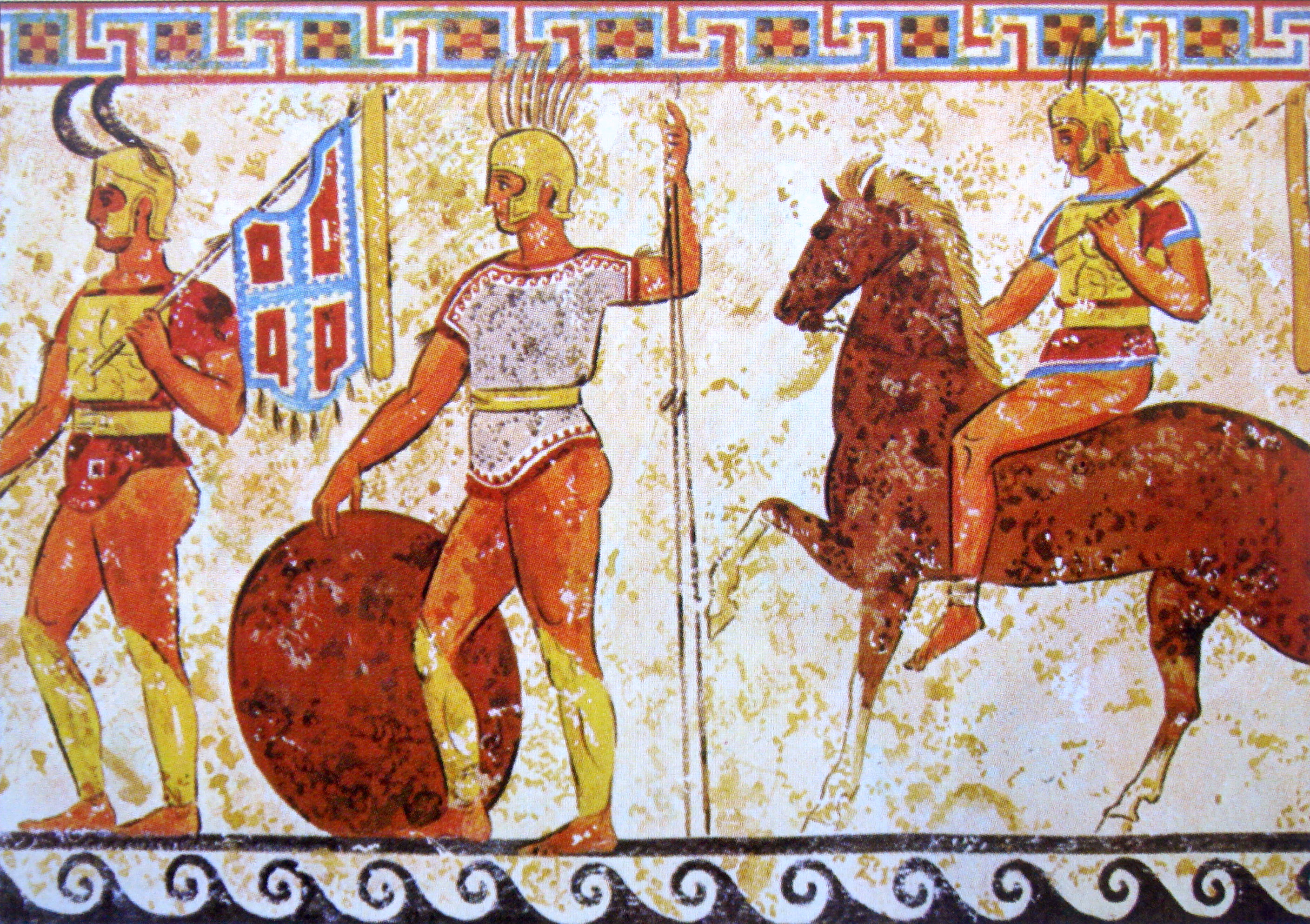
Wojownicy samniccy na fresku odnalezionym w grobowcu w Noli, IV wiek p.n.e.

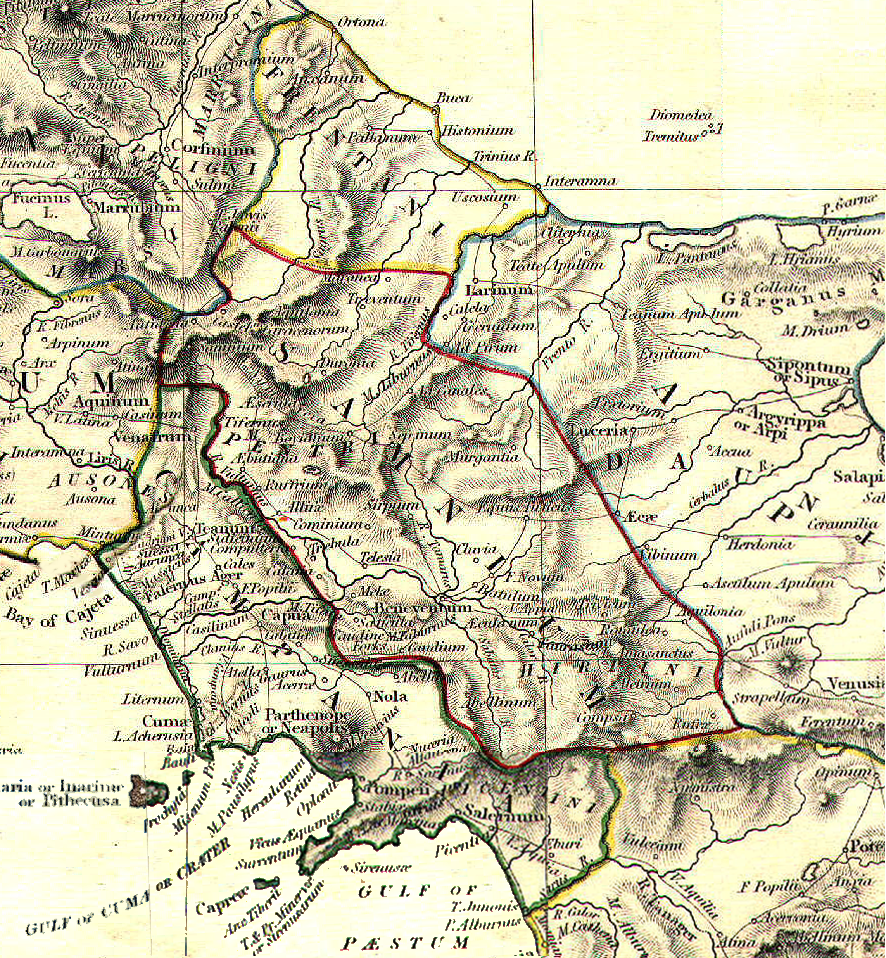
Mapa Samnium

Samnici (łac. Samnites) – jeden z ludów italskich z grupy osko-umbryjskiej, zamieszkujący środkową i południową część Apeninów (Samnium), tworzący luźną federację o charakterze wojskowym. Głównym miastem Samnitów było Maleventum, przemianowane później przez Rzymian na Benewent.
W okresie walk o panowanie nad Italią w IV wieku p.n.e. utworzyli Związek Samnicki, który obejmował większy obszar niż Związek Latyński podporządkowany Rzymowi. Rywalizacja ta doprowadziła do trzech wojen samnickich, z których, mimo wielu zwycięstw (między innymi w bitwie w Wąwozie Kaudyńskim), Samnici ostatecznie wyszli pokonani i podporządkowali się Rzymowi, uzyskując ograniczone obywatelstwo, bez prawa głosu. Jeszcze do I wieku p.n.e. termin Samnita i gladiator znaczyły to samo. Później tym terminem określano występujących na arenie specjalnych gladiatorów.
Korzystając z nadarzających się okazji, Samnici wielokrotnie buntowali się przeciw władzy Rzymu – podczas walk z Pyrrusem, Hannibalem i w wojnie sprzymierzeńców w latach 91–88 p.n.e. Ostatnie powstanie Samnitów miało miejsce podczas wojny domowej w Rzymie między Sullą a Gajuszem Mariuszem. Pokonani przez Sullę w bitwie przy Bramie Kollińskiej w 82 p.n.e. zostali okrutnie potraktowani – jeńców wymordowano, a do Samnium wysłano ekspedycję karną. Zniszczyła ona kraj tak, że nie powrócił już do pierwotnego stanu, zaś mieszkańców sprzedano w niewolę.